# کریس رابینسون (بازیگر)
کریس رابینسون (انگلیسی: Chris Robinson؛ زادهٔ ۵ نوامبر ۱۹۳۸) هنرپیشه و کارگردان اهل ایالات متحده آمریکا است.

## فیلم‌شناسی

### بازیگر
- ایستگاه اتوبوس as Tony Maddox in the series premiere episode, "Afternoon of a Cowboy" (۱۹۶۱)
- دود اسلحه as Willie Jett in "The Bad One" (1963)
- سفرهای جیمی مک‌فیترز as Billy Bird in "The Day of the Skinners" (1963)
- فراری (۱۹۶۳)

### کارگردان
- مزاحم (۱۹۷۵)
- کنن - "A Touch of Venom" (1975) and "Point After Death" (۱۹۷۶) episodes
- باره‌تا - "Shoes" (۱۹۷۶) episode